# Песчанская волость (Старобельский уезд)
Песча́нская во́лость — историческая административно-территориальная единица Старобельского уезда Харьковской губернии с центром в слободе Пески.
По состоянию на 1885 год состояла из 4 поселений, 5 сельских общин. Население — 6909 человек (3434 мужского пола и 3475 — женского), 956 дворовых хозяйств.
|                        | Площадь, десятин | В том числе пахотной, дес. |
| ---------------------- | ---------------- | -------------------------- |
| Сельских общин         | 14519            | 8600                       |
| Частной собственности  | 158              | 70                         |
| Казенной собственности | 3319             | 3319                       |
| Другой собственности   | 83               | 83                         |
| В целом                | 18079            | 12072                      |

Основные поселения волости по состоянию на 1885 год:
- Пески — бывшая государственная слобода при реке Айдар в 60 верстах от уездного города, 2232 человек, 312 дворовых хозяйств, православная церковь, школа, лавка, 2 ярмарки в год.
- Булавиновка — бывшая государственная слобода при реке Айдар, 1630 человек, 269 дворовых хозяйств, православная церковь, школа, 2 ярмарки в год.
- Проезжий — бывший государственный хутор, 1187 человек, 165 дворовых хозяйства.
- Рыбянцев — бывший государственный хутор при реке Айдар, 1190 человек, 162 дворовых хозяйства.
- Тишков — бывший государственный хутор, 670 человек, 108 дворовых хозяйств.

Крупнейшие поселения волости по состоянию на 1914 год:
- слобода Пески — 3854 жителя;
- слобода Закотное — 5099 жителей;
- слобода Булавиновка — 2046 жителей;
- слобода Тишковка — 1110 жителей;
- хутор Рыбянцев — 1790 жителей.

Старшиной волости был Василий Андреевич Рыбянцев, волостным писарем — Иона Иванович Яровой, председателем волостного суда — Антон Кузьмич Полубатько.